# Rogatec nad Želimljami
Rogatec nad Želimljami este o localitate din comuna Ig, Slovenia, cu o populație de 17 locuitori.